# 塩田英二郎
塩田 英二郎（しおだ えいじろう）は日本の漫画家である。

## 経歴
川端画学校に通い、その後明治製菓に勤務。戦中は「写真週報」などに漫画を掲載しながら、1951年9月より読売新聞夕刊で『ミーコちゃん』を連載。妻子が亡くなった中も連載を続けた。『夢みるユメ子さん』は1969年に12ch系で瞳ひかるをユメ子役としてテレビドラマにもなっている。
1949年に創刊された『おもしろブック』（集英社）に連載された「コックリくん」は人気作となり、山川惣治の「少年王者」と合わせて同誌が有力誌となる後押しになった。
姉に詩人の高田敏子がいる。

## 作品リスト
- A子さん（令女界）
- B太郞宇宙漫遊記（冒険世界）
- ベレーさん（令女界）
- 夢みるユメ子さん（平凡）
- ミーコちゃん（読売新聞夕刊）
- コックリくん（おもしろブック）
- ピチコさん（中部日本新聞）